# Mangayarkkarasiyar
Mangayarkkarasiyar, en  tamil: மங்கையர்க்கரசியியார் fue uno de los 63 Nayanmars o santos Saivitas que son venerados en el sur de la India. Ella es una de las tres únicas mujeres que ha logrado esta distinción. Su devoción al Señor Shiva se narra en el poema hagiográfico Periyapuranam compilado por Sekkizhar, así como en el Tiruthhthondar Thogai escrito por el poeta y santo Sundarar.

## Nacimiento y vida
Mangayarkkarasiyar nació como princesa  Chola en Pazhayarai. Su verdadero nombre era Maani. Se casó con el rey de la dinastía Pandya, Koon Pandiyan, que gobernaba Madurai. Se la conoció como Mangayarkkarasiyar, que significa «reina de las mujeres» en  tamil por ser una reina ideal que inspiraba gran respeto y admiración entre sus súbditos.

## Devoción al Señor Shiva
Ella era una devota ardiente del  Señor Shiva y seguía siendo una  shaivita acérrima en su país, el cual estaba cada vez más influenciado por el Jainismo. Su marido, el rey Pandyan se había convertido al jainismo y esto la preocupaba mucho. El rey se convirtió en un fanático de Jain e incluso le prohibió llevar Thiruneeru en la frente. Los hindúes sufrieron persecución y habiendo convertido al rey, los monjes jainistas comenzaron a ejercer un mayor poder en el reino. Temía que si se dejaba sin control, la propagación del jainismo acabaría con el shaivismo por completo en Madurai. Su único consuelo era el Primer Ministro del reino, Kulachirai Nayanar, que seguía siendo un fiel shaivita. El Primer Ministro simpatizaba con la Reina y ambos estaban profundamente preocupados por la propagación del jainismo y las atrocidades cometidas por los monjes jainistas en Madurai.
La Reina y el Primer Ministro estaban luchando para encontrar una manera de deshacerse del jainismo y llevar al shaivismo a su prominencia anterior en el reino. Pero sus esfuerzos fueron en vano debido al fanatismo del Rey. Durante este tiempo, se enteró de que Appar y Sambandar habían cometido un milagro en el Templo Vedaranyeswarar al abrir y cerrar las puertas del templo con sus versos devocionales. Habiendo fracasado en todos sus intentos, la Reina decidió buscar la ayuda de Appar y Sambandar y  envió al Primer Ministro para invitar a Appar y Sambandar a Madurai.
Appar y Sambandar aceptaron la petición de la Reina y vinieron a Madurai. Se enfrentaron a muchos obstáculos de los monjes Jain en su camino, pero los superaron con éxito. El rey Koon Pandiyan había estado enfermo de ebulliciones incurables durante mucho tiempo y también tenía giba y se llamaba precisamente Koon Pandiyan por su giba. Los monjes jainistas hicieron todo lo posible para curar al rey con sus medicinas, pero no sirvieron de mucho. Sambandar curó al rey de sus furúnculos cantando himnos y aplicando Thiruneeru en el cuerpo del rey. El rey también fue curado de su giba y llegó a ser conocido como Ninra Seer Nedumaara Nayanar que significa «uno que se mantiene erguido y en pie»' en tamil.
Sambandar se había ganado la devoción del rey y este inmediatamente se reconvirtió al Shaivismo. Con la reconversión del rey, el jainismo fue aniquilado completamente y el shaivismo recuperó su prominencia anterior en el reino. Por su papel en la difusión del shaivismo, la reina, el Primer Ministro y el rey fueron incluidos individualmente en la lista de Nayanmars y sus relatos fueron presentados en el poema hagiográfico Periyapuranam compilado por Sekkizhar, así como en el Tiruthhthondar Thogai escrito por el poeta santo Sundarar.